# Carmina Galli
Carmina Galli је збирка песама Николе Живановића, објављена 2014. у краљевачкој Повељи. Књига је добила награду Бранко Миљковић.

## О књизи

### Наслов и тема књиге
Наслов је књига добила по истоименој завршној поеми. Наслов поеме упућује на римског песника из првог века п. н. е. Корнелија Гала. Поема није замишљена као Галова биографија него као књига песама у духу римских песника. Сви делови поеме су љубавне песме, које делимично могу стајати и самостално. Поема је подељена на два дела, по две љубавнице. Прва је историјски позната Галова Ликорида, а друга је неименована. Први део поеме чине класичне римске љубавне песме у којима доминира тема љубави према граду. У првој песми дат је опис двоје љубавника од којих један не може да заспи не би ли гледао своју драгу. Пошто се она пробуди, он заспи. Овде је уведен мит о Ендимиону кога Селена посматра ноћу док он спава. Прави љубавници се не могу састати. Слично томе, у наредним песмама, љубав се може осетити само без присуства драге. Покренут љубављу према њој, лирски јунак се одушевљава лепотом града, људи и жена који су у њему. Пева о римским лепотицама, али се њихово лице у песми меша са њеним. Поновни сусрет означава стих "сами смо ко да нема никог у целом Риму." Рим је испражњен од љубави и чаролије пошто их је само позајмио од ње, па их њено присуство укида. 
Друга књига има јачу наративну основу. На неком читању поезије Гал упознаје удату жену коју заведе. Потом они одлазе у Баје (бању која је била позната по томе што су у њу одлазили прељубници) и тамо проводе неколико дана. По повратку у Рим Гал осећа љубомору и пресипитује своје стање, схвативши да је он у незгоднијем положају од мужа јер је он тај који зна да је дели са још неким. Знање је патња. У претпоследњој песми Гал започиње своју јадиковку у којој оцртава портрет античког (али и савременог песника) коме слава прибави све (месо, вино и жене) али му то не припада, увек остаје туђе. Песник је славни клошар. Завршна песма доводи до кулминације и разрешења љубавног троугла када Гал бива избоден стрелама. У тој песми се довршава митска паралела започета у првој песми Гал је Марс, муж је Вулкан (ћелав је па му Гал у првој песми тај физички недостатак повезије са Вулкановом хромошћу), Цезар је Јупитер, а сама љубавница Венера коју је Јупитер досудио хромом Вулкану уместо храбром Марсу.
Остатак књиге сачињавају песме у различитим формалним облицима, који је тематски везују за завршну поему. Уводна песма књиге је превод једне ране Елиотове песме, који Живановић објављује као своју, у складу са тим да су антички песници преводе сматрали за своје песме, а сам Гал је највероватније био само преводилац.

### Филозофски погледи
Неколико песама са почетка књиге релативизују појам стврности. Стварност се узима као инфериорна у односу на оно што се осећа. Она је само један од могућих исхода тог осећања и као таква мање је важна. У овој поезији све могућности, остварене или неостварене имају једнаку вредност. Једна од најважнијих последица оваквог схватања је та да значај и мера остварености неке љубави немају везе са тиме колико је она трајала. У римској митологији постојало је ниже божанство Каирос - бог срећног тренутка. У једној од централних песама књиге "Велика алба", Гал, који се овде појављује као дух, понавља Гетеове стихове из "Фауста": "Рекао си не једном „Животе леп си, стани“,/ Плакао после тога јер време није стало, /Сурово наставља живот и не верује у чуда." Слично томе у песми "Каже, не познајеш ме" песник не сматра да мора да познаје особу коју воли пошто је: "лепота тек лепота, кад је од знања чиста,/ Као огледало бистра, /Када кроз њу, без муке, љубав сама себи прилази?"
Друга значајна тема је однос младости и старости. Песник сматра да се среће може постићи (или поднети) само у младости. Једна песма почиње Хелдерлиновим стихом из песме "Вечерња фантазија": "Сагорећеш и ти младости/ ти нема и снена најзад!/ Мирна и ведра тада биће старост." Задржавши само први стих, песник се пита када ће та младост проћи и завршава схватањем времена које не пролази: "Сагорећеш и ти младости, али касно?/ Где су те старачке боре, кад ће те седе власи?/ На празно мељу кутњаци година, на празно/ Секутићи сати." Слика човека осуђеног на вечну младост дата је у песми "Витановачка", а њој су супротстављене и две слике старости. Прва је "Ода мојој баби" у којој је описана старица која је потпуно изгубила сваку интелектуалну способност тако да још може само да посматра "птице које не раде ништа." Друга слика је дата у песми "Последњи" у којој је дат портрет остарелог интелектуалца чији је дух још млад али га тело присиљава на предају. 
Сам концепт завршне поеме односи се према савременој поезији која је пуна цитатности и метатекстуалности. Враћајући се Галу, песник пише песме које као да претходе великим делима светске поезије. Ово је иронична употреба Шилеровог појма наивног песника. Живановић под персоном Гала пева као наиван песник али као Живановић, сасвим је свестан европског културног наслеђа које се на Галовој (мада изгубљеној поезији) заснива. На тај начин, у ову пеому уноси целокупну светску књижевност али у њеном наивнијем, чистијем виду.

## Нове технике

### Версификација
Carmina Galli осим мешања слободног и везаног стиха које је Живановић применио већ у претходној књизи уводи и многе новине. Пре свега, ту је поема која се заснива од низа кратких песама које се међусобно контрастирају, тако да у целини песме делују као што стихови делују и краћој песми. Примери оваквих песама су "Године учења", "Песник и музе", "Кукурак и кадуље", "Велика алба", и сама насловна поема. Везани изосилабички стих је најприсутнији у поеми "Године учења". Живановић је у њега уметнуо песме које је писао од двадесете до тридесет и пете године, са рефренским песмама под насловом "Пролеће", тако да се од прве до последње може пратити сазревање стила, одрицање од изосилабизма, али и душевни немири приликом којих се формира личност, аутор целе књиге. 
Насупрот тој поеми, песме у "Кукуреку и кадуљама" су слепљене једна са другом у једниствен текст. Понекад од целе првобинте песме остане само један стих. У овој поеми, рима често служи да повеже првобитно растављене песме и тако постигне утисак веће кохерентности.
Поема "Човек који није имао ништа" наративног је карактера. Заснива се на метафори - човек своје успомене, непотребне ствари ставља на таван док се таван не сруши и убије га. Убило ха је оно потиснуто, убиле су га успомене, убило га је то што није могао да пусти оно што је прошло. Нарација, међутим, не иде линеарно, већ се из дела у део поеме, баца сенка на неке друге аспекте оваквог живота. Цела прича је испричана већ у првом делу, али се онда пажња обраћа на поједине детаље. Песма је писана у пројективном стиху.
Велики је број старих песничких облика кави су алба, кантилена, ода, балада, римска елегија. Када је о балади реч, Живановић узима образац вијоновске баладе која се састојала од неколико ottava rima после којих је следио envoi који пева, не песник, већ жонглер. Свака од строфа се завршава рефреном. Брехт је овакву баладу унапредио тако што је строфе ослободио изосилабизма и тачно утврђеног броја стихова, а рефрен је продужио на неколико стихова пошто су се његове баладе певале. Живановић се надовезује на Брехта али уместо рефрена понавља сличну ситуацији - вест и смрти вољене особе која у свакој строфи умире на другачији начин. У завршној строфи, envoi, вест о смрти не стиже и лирски јунак осећа усамљеност. 
Када је реч о завршној поеми, Живановић не имитира елегијски дистих. Уместо тога се користи четрнаестерцем. Међутим, тај четрнаестерац поштује стопе античке поезије тако да се добија утисак да је заиста реч о неком античком метру. Одбацивање елегијског дистиха је узроковано тиме што је то на српском језику вештачки стих који би ометао у постизању онога што је кључно - римског реализма.

### Римски реaлизам
Живановићев појам којим жели да објасни главни елемент стила у завршној поеми. Већ у претходној књизи, Живановић се одрекао метафора и песничких украса, посебно оних који су везани за игре речима или значењима која пристичу из неколико речи. Укратко, одбацио је авангардно наслеђе. Римски песници су писали песме у којима се готово прозно реалистики описују догађаји и осећања. Ово је био пут ка остварењу чисте поезије како ју је Живановић видео код Кавафија.

### Композиција
Књига нема циклусе и у редукованој мери се служи истим композиционим принципим смењивања сложенијих песама и минијатура, римованих и неримованих песама као и претходна збирка песма. Важније од тога је да се књига креће од филозофки интонираних песама ка онима које су проистекле из искуства, чему је исходиште завршна поема. Прва песма књиге је превод која аутор потписјује као свој, а завршна поема оригинално дело које аутор потписује као превод. После завршне поеме налази се одјавна песма која повезује хришћанске мотиве у књизи. 

### Нивои значења
Одјавна песма "Река спаса" може послужити као пример за указивање на нивое значења присутне у свакој песми: "Низ реку широку као море, низ море које тече/ Безбројни мртви плове у сандуцима, те лађе/ Црне се једна крај друге. Овде је увек вече/ Сунце обзорјем кружи, а нема где да зађе.// Маина, нигде ветра, ни даха, вал се слама/ На истом месту, не би покренуо ни лист,/ А мртви мирно плове под црним катаркама,/ На свакој, уместо једра, разапет је Христ."
Први ниво значења је ниво песничке слике, он је такође повезан са игром речима око разапињања једра и разапињања Христа. Ипак, он је пре свега визуелан, тачније вербално-визуелан.
Други ниво значења је мистички. По Сведемборгу сва лица анђела гледају у лице Христа. Мада је Христ само један.
Трећи ниво значења је етички - човек је спасен ако има свог Христа, ако плови на једрима од својих мука и грехова.
Четврти је стварносни - где се приказано дешава? Поема "Кукурек и кадуље" почиње стихом "На углу Доситејеве и Бранкове". Такав угао не постоји у Београду. Спасење се такође одвија мимо стварности.

## Геј елементи, садо-мазохистички елементи, вулгарни елементи, хришћанство
Наслов књиге се може превести као "Галове песме" али gallus је истовремено вулгаран назив за мушки полни орган, сличан у српској језику речима као што су "мишко", "стојко", "ђура" итд.
Књига је посвећена двојици мушкараца а Гал у завршној поеми има две љубавнице. Гал је персона, и само се он својим љубавима обраћа као женама. Нигде у остатку књиге није идетнификован пол вољене особе.
Садо-мазохистички елеметни се налазе већ у првој песми, која је заправо превод Елиотове песме "Љубавна песма Светог Себастијана". Ни у овој песми, Елиот не одаје пол вољене особе. Песма описује хришћански обред прања ногу, међутим он се претвара у садо-мазохистички чин. У преводу је то само појачано. Посебо употребом трохејског десетерца као основног стиха. Ту долази до замене хришћанске љубави Платоновим еросом. И Христ и Платон тврде да је љубав пут до бесмртности али користе сасвим друге речи. Спајањем ова два појма долази до тога да се остварени ерос (жудња, жеља) може постићи само уништавањем вољене особа или дозвољавањем да те вољена особа уништи (песма "Реприза"). Уништавање вољене особе је конзумација љубави, а сопствено уништење у тренутку љубавног заноса спас (у складу са Гетеом).
Књига се може тумачити и као наставак традиције мистичне поезије какву су писали Свети Јован од Крста и Тереза Авиљска. У том кључу ове песме не би требало схватити као песме о љубавницима већ о односу једног (доминантнијег) дела душе према другом (субмисивнијем). Током књиге делови душе преузимају улогу оног другог, тако да је однос доминације и субмисивности релативизован.

## Рецепција
Жири награде Бранко Миљковић, у саставу Никола Вујчић (председник), Александар Костадиновић и Горан Станковић прилоком образложења награде изјавили су: "Никола Живановић је носилац симултане обнове одељених песничких традиција, услед чега се и његов ауторски рукопис показује као стицај хетерогених, па и противречних стремљења. Осим ранијег зналачког руковања како слободним стихом тако и традиционалним песничким облицима, као и већ испољене потребе за конфронтацијом баналних призора с великим песничким темама – у награђеној књизи Carmina Galli песник, поред посведоченог афинитета за поетску минијатуру, демонстрира способност грађења опсежних, вишеделних песничких целина.
Елиотовски почетак збирке Carmina Galli не наговештава само одређено схватање литерарне баштине, већ и опредељење аутора за оно неканонско и апокрифно у њој. Живановић је настављач европског тока књижевног модернитета који је препознатљив по „естетици ружног", по „окрутном и грозном скопчаним с уживањем". Разноврсно первертирање конвенционалног односа између младости и искуства, тела и духа, ероса и танатоса битна је одлика Живановићевог приступа традицоналним темама и представља, између осталог, основу његове иновативне реконфигурације љубавног песништва."
Јана Алексић је у критици ове књиге рекла: "Управо у тренутку личне недоумице у вези са многобројним текућим поетикама и политикама књижевности, затекла ме је књига чисте поезије, поезије као такве, поезије као уметничке свести и егзистенције по себи. Живановићева песничка збирка, као уверљива дикција властите епохе, модификује већ постојећи Елиотов „идеални поредак“ уметничких дела и вредношћу саображава целини старог и новог."
Бранисав Живановић је изјавио: "Насупрот вазнесењу, хоризонтала Живановићеве нове песничке збирке, као и код симболиста, означава тврдокорну стварност, колектив блазиран у својим опсесивним рутинама за стицањем, неосетљив за дамаре живота уметничке егзистенције. Отуд песниково самоизгнанство у собу, у себе, у порок као врлину, у смрт као највећу и можда једину вредност након пропасти љубави – и дистанце према потенцијално будућој, другој, новој која за њега значи само нову бол и разочарање – већ зазивање и хрљење у садовску, (садо)мазохистичку, перверзну, рискантну, немогућу, привремену, агресивну и деструктивну, жртвено-обредну, дионизијску, као једину прихватљиву и могућу љубав („Љубавна песма Светог Себастијана“, „Дионисове кости“, „Реприза“, „Carmina Galli“)."